# サッカーサルデーニャ代表
サッカーサルデーニャ代表（サッカーサルデーニャだいひょう）は、サルデーニャサッカー協会により編成されるイタリア・サルデーニャのサッカーのナショナルチームである。サルデーニャ代表は、FIFA及び、UEFAに加盟していないため、ワールドカップ、EUROに参加できず、他のチームとの対戦も、国際Aマッチとは認められない。
NF-Boardの暫定会員に加盟しているが、2014年1月現在、ナショナルチームとの対外試合を1戦も行っていない。